# 벨저가

벨저 가문의 문장 (15~16세기)

벨저 가문 (Welser)은 아우크스부르크를 중심으로 부흥했던 귀족 가문으로, 푸거 가문(Fugger)과 함께 은행업과 상업으로 중세 유럽을 풍미하였다.

## 역사
1437년, 루카스 벨저(Lucas Welser)는 두 동생들과 벨저 형제 상사를 수립했다. 루카스의 아들 안톤 벨저(Anton Welser)는 아내의 가문인 펠링 가문과 함께 벨저-펠링 상사를 설립하였다. 벨저 가문은 포르투갈, 스페인, 이탈리아 등의 국가와 상품거래 및 합스부르크가에게 고리대금을 하여 막대한 부를 쌓았다. 특히 리스본을 중심으로 외국 무역 특권을 획득하여 1505년 동인도 항해에는 총액의 절반 이상을 벨저 가문에서 출자하였다.
1517년 안톤 벨저의 동생 야콥 벨저(Jacob Welser)는 뉘른베르크에 새 회사를 설립하고 새로운 가문의 거점으로 삼았다. 이는 상품거래의 주요업무를 위하여 19세기까지 존속하였다. 안톤 벨저가 죽은 이후, 바르톨로메우스 V 벨저(Bartholomeus V. Welser)는 베네수엘라 식민계획을 기획하였으나 실패하였다. 1532년 귀족으로 일컬어졌을 때부터 고리대금업의 거점을 옮기고 합스부르크가와 프랑스 부르봉 왕가 사이에서 등거리외교를 펼치며 가문의 안녕을 보우하고자 하였으나 이마저도 잘되지 않았다. 또한 1546년 발발한 슈말칼덴 전쟁에서 각 참전국들에게 빌려준 대출금이 회수되지 않아 큰 타격을 입었다.

## 같이 보기
- 클라인 베네디히